# Исламское движение Таджикистана
Исламское движение Таджикистана —  одна из ветвей Исламского движения Центральной Азии, радикальной исламистской организации, действующей в Таджикистане. Считается, что обе организации связаны с «Аль-Каидой».
Лидером Исламского движения Таджикистана и Исламского движения Узбекистана является Тахир Юлдашев. Целью организации является  установление  исламистского  режима на территори Таджикистана и Узбекистана.
Организация запрещена Верховным Судом Российской Федерации от 14.02.2003 ГКПИ 03 116.

## История Исламского движения Таджикистана
Организация, которая известна как Исламское движение Таджикистана, была создана в Таджикистане в 2009 году и является дочерней организацией «Исламского движения Центральной Азии». Ее лидером стал Тахир Юлдашев. Организация быстро расширила свою оперативную базу и начала действовать в том числе и в Афганистане.

## Руководитель организации
Тахир Юлдашев — единственный известный лидер Исламского движения Таджикистана. Кроме того, документально подтверждено, что он также возглавляет другую террористическую организацию — Исламское движение Узбекистана.

## Деятельность организации
В начале 1990-х годов во время гражданской войны в Таджикистане Исламское движение Таджикистана (ИДТ) стало значительно военной и политической силой. В конфликте участвовали правительственные силы и их сторонники, сражавшиеся против группы оппозиционных партий, включая Объединенную таджикскую оппозицию (ОТО), которая состояла как из светских националистических, так и исламистских групп. Во время войны ИДТ объединилось с ОТО.
В начале 1990-х годов гражданская война в Таджикистане была отмечена крайним насилием и зверствами, совершенными обеими сторонами, включая убийства мирных жителей, пытки и казни без суда. В 1997 году конфликт завершился подписанием мирного соглашения между правительством и ОТО  .
В 2004 году суды Таджикистана осудили нескольких членов исламской экстремистской организации по признакам антиконституционной деятельности, а также попыток свержения правительства. В 2010 году произошло нападение на таджикских силовиков на востоке Таджикистана, за которое были предположительно ответственны Исламское движение Таджикистана и Исламское движение Узбекистана. Однако не было установлено официальной связи между нападением и Исламским движением Таджикистана или его приверженцами.